# Jānis Ozols
Jānis Ozols (Jūrmala, URSS, 4 de diciembre de 1972) es un deportista letón que compitió en bobsleigh en la modalidad cuádruple.
Ganó dos medallas en el Campeonato Europeo de Bobsleigh, oro en 2003 y plata en 2000. Participó en tres Juegos Olímpicos de Invierno, entre los años 1998 y 2006, ocupando el sexto lugar en Nagano 1998 y el séptimo en Salt Lake City 2002, en la prueba cuádruple.

## Palmarés internacional
| Campeonato Europeo | Campeonato Europeo         | Campeonato Europeo | Campeonato Europeo |
| Año                | Lugar                      | Medalla            | Prueba             |
| ------------------ | -------------------------- | ------------------ | ------------------ |
| 2000               | Cortina d'Ampezzo (Italia) | Medalla de plata   | Cuádruple          |
| 2003               | Winterberg (Alemania)      | Medalla de oro     | Cuádruple          |